# Перетурин, Владимир Иванович
Влади́мир Ива́нович Перету́рин (23 мая 1938, Москва — 22 мая 2017, там же) — советский и российский спортивный комментатор, ранее — футболист, защитник. Победитель Спартакиады народов РСФСР (1959). Мастер спорта СССР. Заслуженный работник культуры Российской Федерации (1997).
Наиболее известен как телекомментатор и ведущий программ «Футбольное обозрение» и «Гол!».

## Биография
В 1955 году закончил в Москве 49-ю среднюю школу ФОНО (Фрунзенский отдел народного образования). Начал играть в детской школе московского «Динамо». В 1956 году был взят Михаилом Иосифовичем Якушиным в динамовский дубль, где отыграл два года.
С 1959 по 1961 выступал за команду класса «Б» «Динамо» (Киров), в 1962—1965 годах — «Динамо» (Ленинград), в 1964 — «Серп и Молот» (Москва), в 1965—1966 — «Автомобилист» (Ленинград), в 1966—1967 — «Сатурн» (Рыбинск). В классе «А» провёл 25 матчей (все — в 1962 году).
Победитель Спартакиады народов РСФСР в составе кировского «Динамо» (1959 год). Этот клуб представлял на футбольном турнире Спартакиады Кировскую область.
После завершения карьеры футболиста в 1968 году окончил исторический факультет ЛГПИ им. А. И. Герцена по специальности «Учитель истории и обществоведения».
В 1970 году стал спортивным телекомментатором. Первый раз вышел в эфир во время матча между сборными Югославии и СССР. Николай Озеров из-за проблем с передачей сигнала пропал из эфира, после чего Перетурин, будучи ещё никому не известным, подстраховал его в московской студии. Далее он работал на всех крупных футбольных соревнованиях и Олимпиадах. Также делал разовые телепередачи, рассказывающие об экзотических видах спорта, зимнем туризме, баскетболе. Комментировал Чемпионаты мира по хоккею, трансляции по конькобежному, санному и конному спорту, фехтованию, хоккею на траве, тяжёлой атлетике, писал о футболе и хоккее в «Советском спорте», «Известиях», «Литературной газете» и т. д.
С ноября 1980 года был бессменным ведущим передачи «Футбольное обозрение», выходившей на «Первом канале» в течение 19 лет, за которые было создано более 900 выпусков.
С 1994 по 2003 год являлся членом исполкома РФС, возглавлял комитет по связям с общественностью и честной игре.
Весной 1998 года перенёс первый инсульт. Спустя два месяца после инсульта вернулся в эфир «Футбольного обозрения», но в конце 1999 года передача была закрыта. До 2003 года Перетурин являлся комментатором «Первого канала», но работы в последние три года сотрудничества у него практически не было. В 2003 году был уволен из редакции. По мнению Перетурина, его увольнению поспособствовали интриги Виктора Гусева. Последним крупным турниром, на котором он работал в период активной карьеры на телевидении, стал Чемпионат мира по футболу 2002 (не с места действия, в поздние годы работы на канале Перетурин постоянно находился на подстраховке в студии в случае потери связи с основными комментаторами на стадионе).
С 2003 года официально находился на пенсии. На внештатной основе комментировал матчи российского футбольного первенства и игры с участием ЦСКА на спортивном канале 7ТВ, иногда выступал на некоторых телеканалах и радиостанциях или в печатной прессе в качестве эксперта. Регулярно публиковался в «Вечерней Москве». Также часто обслуживал игры футболистов-ветеранов на территории России и Украины.
С марта 2011 по март 2012 года вёл вернувшуюся после более чем десятилетнего перерыва программу «Футбольное обозрение» на портале газеты «Советский спорт».
Весной 2012 года перенёс второй инсульт, после которого был прикован к постели. Скончался 22 мая 2017 года в Москве накануне 79-летия. Похоронен 25 мая 2017 года на Новом Донском кладбище.

## Семья
Отец — Перетурин Иван Уварович (1908—1988), мать — Мичри Эмилия Александровна (Исааковна; 1913—1996). Отец работал в Министерстве юстиции СССР, затем — на дипкурьерской службе в МИД. Мать работала токарем на заводе «Каучук». Младший брат Александр (1941—2006) после окончания института трудился в конструкторском бюро.
Владимир Перетурин был дважды женат, с 1975 года состоял в браке с Ольгой Перетуриной. Двое детей — Кирилл (р. 1963) и Василий (р. 1986).

## Факты
- В эфире прославился благодаря ряду оговорок, которые получили в народе прозвище «перетуринки», но сам называл их своими шутками[15].
- Традиционно заканчивал свои передачи и трансляции фразой «И будьте здоровы!»[41].
- Владимир Перетурин часто повторял, что, играя за ленинградское «Динамо», забил в свои ворота юбилейный, 1000-й гол тбилисского «Динамо» в чемпионатах СССР. Однако его гол был уже 1012 на счету тбилисцев[42].
- Озвучил мультфильм «Футбольные звёзды» («Союзмультфильм», 1974)[43].
- Широкую известность получила фраза Перетурина, сказанная им в прямом эфире под впечатлением от игры Руда Гуллита, Франка Райкаарда и других голландских суринамцев[44]: «Вот бы нам парочку таких отцов из Суринама!»[45][46].

## Взгляды последних лет
В августе 2014 года Владимир Перетурин (единственный из спортивных комментаторов в России) призвал отказаться от проведения в России чемпионата мира по футболу 2018 года из-за нехватки денег.
Часто критиковал деятельность экс-президентов Российского футбольного союза Вячеслава Колоскова и Виталия Мутко. Помимо этого, Перетурин неоднократно подвергал критике работу современных спортивных комментаторов (Виктора Гусева, Василия Уткина и др.) за непонимание ими футбола и обилие штампов, переходящих из трансляции в трансляцию. Из современных комментаторов выделял Владимира Стогниенко. В более позднем интервью также положительно отзывался о работе Юрия Розанова, Георгия Черданцева и Константина Генича.
Негативно отзывался о работе современного российского телевидения в целом, указывал на полную неотличимость друг от друга трёх центральных каналов: «Первого», «России» и НТВ:

«Когда идет информационная передача — там 90 процентов негатива. Ничего не говорится о нормальной жизни страны. А люди живут, рожают, сеют хлеб, читают книги, ставят спектакли. У меня жена с сыном каждую неделю ходят в театр. Полные залы! Полные! Ну что — это достойно только одной минуты в получасовой новостной программе? А все остальное время — сплошной поток крови. Вон Миткова — та прямо от удовольствия подпрыгивает: еще пятнадцать убили, тут еще двадцать! Она даже удовлетворение от этого испытывает. «Новости — наша профессия»... Плохие новости — вот ваша профессия!».— 2000 год

«Исчезли культура, театр, поэзия, литература. Идут либо жуткие сериалы, где льётся кровь, новости, где процентов на 90 ничего интересного, и петросяны кочуют с канала на канал. Все одинаковы».— 2005 год

«Раньше были лица канала, а теперь одни и те же люди пляшут и танцуют с утра до вечера на одних и тех же каналах. Отличается в этом в лучшую сторону только ленинградский „Пятый канал“ и канал „Культура“. На остальных каналах — реклама и эти все одни и те же певцы и плясуны… В общем, всё усреднилось…»— 2010 год

## Достижения
- Победитель Спартакиады народов РСФСР (турнир команд класса «Б»): 1959.
- Лауреат премии «Стрелец» — лучшему телекомментатору: 1997.